# Chenopodium haumanii
Chenopodium haumanii là loài thực vật có hoa thuộc họ Dền. Loài này được Ulbr. mô tả khoa học đầu tiên năm 1934.